# Haworthia decipiens var. minor
Haworthia decipiens var. minor, és una varietat de Haworthia decipiens del gènere Haworthia de la subfamília de les asfodelòidies.

## Descripció
Difereix en ser molt més petit, fins a 6 cm φ, amb fulles amples incurvades i de color verd clar. (A var. Decipiens foliis valde parvioribus incurvatis et subviridibus differt).
Aquesta petita varietat de Haworthia decipiens que forma fillols lentament, es diferencia principalment per la mida (fins a 6 cm) i la forma de la fulla. Les fulles poden ser molt més primes i incurvades. amb molt escasses o fins i tot sense espines a les quilles i al marge. El color de les fulles és d'un verd molt més clar.

## Distribució i hàbitat
Creix des de Kamferspoort a l'oest fins a Sapkamma a l'est, a la província sud-africana del Cap Oriental. Bayer va descriure Haworthia gracilis var. viridis, que està molt relacionada amb aquesta varietat de Haworthia. Comparteixen també l'àrea de distribució. A l'àrea de Baviaanskloof creix formes intermèdies entre decipiens var. minor (possiblement) i Haworthia mucronata. Al voltant de Kirkwood, la var. minor està connectada a Haworthia aristata, que creix una mica sobre les muntanyes i s'ha trobat alguna forma interessant "intermèdia" prop d'Osberg. A Kampherspoort (i a la zona de Klipplaat) està connectat amb Haworthia jansenvillensis, que creix des de Klipplaat fins al nord.
I. Breuer i M.Hayashi van descriure H. azurea, que són plantes de la zona de Sapkamma-Grootpoort. Tenen espines suaus als marges i el color, especialment de les plantes de Sapkamma, són més blavoses amb puntes de fulles translúcides. S'han inclòs a H. decipiens var. minor encara que es podrien separar.

## Taxonomia
Haworthia decipiens var. minor va ser descrita per Martin Bruce Bayer i publicat a Haworthia Revisited 66, a l'any 1999.
Etimologia
Haworthia: nom en honor del botànic britànic Adrian Hardy Haworth (1767-1833).
decipiens: epítet llatí que vol dir "enganyós".
var. minor: epítet llatí que significa "petit, menor, insignificant".
Sinonímia
- Haworthia gracilis var. viridis
- Haworthia azurea[2]